# Соколов (хутір)
Соколов (рос. Соколов) — хутір Кошехабльського району Адигеї Росії. Входить до складу Єгахурайського сільського поселення.
Населення — ненаселений (2015 рік).